# Мотори Модерни
Мотори Модерни (Motori Moderni) е производител на двигатели за Формула 1 в периода от 1985 до 1987 г. Фирмата е създадена от Карло Чити (Chiti), италиански конструктор с опит в проектирането на двигатели.
Чити е бивш главен механик в Алфа Ромео. Създава Мотори Модерни турбо V6 двигателят за Минарди, известен като Tipo 615-90. Двигателите са били използвани от Минарди във Формула 1 от 1985 до 1987 г.
| Година | Отбор                  | Пилот              | Участия |
| ------ | ---------------------- | ------------------ | ------- |
| 1985   | Минарди-Мотори Модерни | Пиерлуиджи Мартини | 14      |
| 1986   | Минарди-Мотори Модерни | Алесандро Нанини   | 16      |
| 1986   | Минарди-Мотори Модерни | Андреа де Чезарис  | 16      |
| 1986   | АГС-Мотори Модерни     | Иван Капели        | 2       |
| 1987   | Минарди-Мотори Модерни | Адриан Кампос      | 16      |
| 1987   | Минарди-Мотори Модерни | Алесандро Нанини   | 16      |